# Kem Tràng Tiền
Kem Tràng Tiền là một hãng kem nằm ở phố Tràng Tiền, phường Tràng Tiền, quận Hoàn Kiếm, thành phố Hà Nội.

## Lịch sử hình thành và phát triển
Kem Tràng Tiền ra đời năm 1958 cùng thời gian với nhiều thương hiệu kem khác bắt đầu vào Việt Nam do ảnh hưởng của người Pháp. Khi ấy, đây là một cơ sở ăn uống mậu dịch quốc doanh. Sở dĩ kem có tên là "Tràng Tiền" là bởi vì kem được bán và sản xuất ở con phố Tràng Tiền, lần đầu tiên là tại số nhà 35 Tràng Tiền, quận Hoàn Kiếm. Tên gọi này vẫn giữ nguyên từ ngày đầu tiên sản xuất cho tới bây giờ.
Có trụ sở tại số 35 phố Tràng Tiền, thương hiệu này một trong những khu đất vàng của thủ đô với diện tích 1.500 m2. Nằm ở khu vực đắc địa, năm 2000 khi tiến hành cổ phần hóa, công ty được định giá 3,2 tỷ đồng. Người nắm giữ công thức pha chế kem Tràng Tiền từ năm 1961 đến năm 1993 là một người đàn ông tên Khánh. Ông được học lớp làm kem một tháng do ngành ăn uống mở nhưng do ông có năng khiếu về món này, chỉ sau một thời gian ngắn làm kỹ thuật, ông đã nắm được gu của người Hà Nội, từ đó ông tìm ra công thức cho từng loại kem và phổ biến.
Trước kia, sản phẩm chủ yếu phục vụ tại chỗ, nhưng nay các mặt hàng đều có hình thức đóng hộp cho khách mang về. Năm 2000, kem Tràng Tiền được cổ phần hóa và thay đổi. Không gian rộng rãi trong nhà được cải tạo để khách không phải đứng ăn kem trên hè phố nhằm góp phần bảo đảm trật tự an toàn giao thông và mỹ quan đô thị.
Ngày 31 tháng 12 năm 2013, Kem Tràng Tiền được ghi nhận là công ty con của OCH và được tập đoàn này bỏ ra 500 tỷ đồng để mua lại. Năm 2019, Ocean Group đã thay đổi toàn bộ Hội đồng quản trị mới. Công ty con của Ocean Group là Công ty cổ phần Khách sạn và Dịch vụ Đại Dương - đơn vị sở hữu thương hiệu kem Tràng Tiền cũng thay lãnh đạo với Chủ tịch mới là ông Nguyễn Thành Trung. Tuy nhiên vài năm sau, công ty này bị cưỡng chế kê biên gần 4 triệu cổ phiếu OCH và đứng trước nguy cơ bị hủy niêm yết.
Sau nhiều lần chuyển nhượng, kem Tràng Tiền thuộc Công ty cổ phần Kem Tràng Tiền. Năm 2020, công ty kem Tràng Tiền một cải tạo lại khu vực bằng việc đầu tư, cải tạo, nâng cấp cơ sở vật chất. Sau khi cải tạo lại, cửa hàng có không gian mới khá rộng rãi. Phía ngoài cửa hàng, bảng hiệu “Kem Tràng Tiền since 1958” cùng với slogan “Hương vị vượt thời gian” đã đổi màu nền xanh đậm, thay thế cho nền nâu đỏ trước kia. Logo hình cây kem cũng được thay mới. Phần mái tôn được gỡ bỏ, thay bằng mái che di động. Bên trong cửa hàng có một giếng trời lớn hứng ánh sáng tự nhiên cùng với hệ thống cây xanh lớn, đèn chiếu sáng và gạch trát được lắp đặt, xây dựng đầy đủ theo phong cách tân cổ điển.

## Tình trạng
Kem Tràng Tiền hiện được phân phối khắp Việt Nam thông qua hệ thống đại lý, cơ sở sản xuất. Hãng cũng đã triển khai những cửa hàng ở nhiều địa điểm khác nhau theo hình thức nhượng quyền. Có thống kê cho thấy kem Tràng Tiền đã có mặt ở 20 tỉnh thành với hơn 100 đại lý. Hãng kem này cho biết một ngày có thể sản xuất tới 30.000 que kem.
Mặc dù nhãn hiệu Kem Tràng Tiền đã được đăng ký quyền sở hữu trí tuệ của cục quản lý thị trường, bộ Khoa học và Công nghệ Việt Nam nhưng hiện trên thị trường Việt Nam tồn tại hơn 20 loại kem giả nhãn hiệu này.

## Ảnh hưởng
Thương hiệu trở thành thương hiệu ẩm thực nổi tiếng, uy tín và là một nét văn hóa đặc trưng của Hà Nội. Kem Tràng Tiền là một điển hình mậu dịch trong quá khứ. Khách tới đây luôn phải chờ xếp hàng dài. Để hạn chế lượng khách bị quá tải, công ty này thường trưng tấm biển: “Ở trong hết chỗ để xe” nhưng bên trong vẫn bán hàng bình thường dù lượng người xếp hàng đợi mua kem có thể dài đến cả 20 mét.
Theo báo cáo của Euromonitor, thị phần ngành kem và món tráng miệng đông lạnh của Công ty Kem Tràng Tiền đã giảm về còn 4,5% trong năm 2017, từ 5,7% năm 2013. Ông Hà Văn Thắm, lãnh đạo Ocean Group cho biết khi mua lại vào năm 2008, doanh số Công ty chỉ có 12 tỷ một năm nhưng đã tăng lên 100 tỷ trong năm 2013, lợi nhuận theo đó đạt khoảng 25 tỷ đồng.

## Vi phạm
Tối 12 tháng 7 năm 2021, lãnh đạo Ủy ban nhân dân quận Hoàn Kiếm đã ra Quyết định xử phạt vi phạm hành chính đối với hãng kem số tiền 15 triệu đồng vì "Không chấp hành các biện pháp phòng, chống dịch COVID-19 theo yêu cầu của cơ quan, tổ chức có thẩm quyền".